# Марко Вьолфли
Марко Вьолфли (на латиница Marco Wölfli) е швейцарски футболист от швейцарско-италиански произход, роден на 22 август 1982 г. в Гренхен. Играе на поста вратар и е капитан на Йънг Бойс, освен това е и национал на Швейцария.

## Клубна кариера
Вьолфли дебютира за Йънг Бойс във втора швейцарска дивизия през сезон 1999/2000. Той обаче не успява да се наложи в отбора и през 2002 г. преминава в Тун, също във втора дивизия. С този отбор печели промоция за Швейцарската Суперлига. След добрите си изяви през този сезон той се връща в Йънг Бойс, където бързо спечелва титулярното място. От сезон 2009/2010 е капитан на отбора.

## Национален отбор
За Швейцария Вьолфли дебютира на 19 ноември 2008 г. срещу Финландия. Той е втори вратар в състава на Швейцария на Световното първенство в Южна Африка.